# El Ferrocarril (1892)
El Ferrocarril. Períodico independiente, de noticias e intereses morales y materiales va ser un diari bisetmanal. Editat a finals del segle xix en la impremta d'Adolf Alegret un dels seus propietaris. La seu de la redacció es trobava al C. Méndez Núñez, 5 de Tarragona. Com s'indica a la capçalera era un diari de notícies i de temes d'interès local. Va veure la llum durant un any.

## Història
El primer número va aparèixer el 10 d'abril de 1892.
Sortia els dijous i diumenges de cada setmana amb l'objectiu de fer evidents els avantatges i beneficis de la construcció d'una línia fèrria que comuniqués Tarragona, Valls i Balaguer.
Els fundadors Joan Caballé Goyeneche, Adolf Alegret i Joan Ruiz Porta, aquest últim figurava com a director. Comptava amb la col·laboració de persones vinculades al món cultural de la ciutat com Antoni Magriñà, Alfred Opisso, Antònia Opisso, Emili Morera i del mateix director entre d'altres. Es feia ressò de temes d'història local com el setge de Tarragona de 1811, la nova Audiència a la plaça del Pallol, el penal del Miracle, els carrers i personatges de la ciutat, el problema de l'aigua.
Es va deixar de publicar al mes de març de 1893 i al mes següent fou substituït per El Tarraconense. Diario independiente, de noticias e intereses morales y materiales.
A la Biblioteca Hemeroteca Municipal de Tarragona (BHMT) es conserva tota la col·lecció.

## Aspectes tècnics
Diari de gran format: 47x35 cm de 4 pàgines. Costava 1 pesseta.